# Ourapteryx cuspidaria
Ourapteryx cuspidaria là một loài bướm đêm trong họ Geometridae.